# تی‌نولت
تی‌نولت (به انگلیسی: Taynuilt) یک منطقهٔ مسکونی در بریتانیا است که در آرگایل و بوت واقع شده‌است. تی‌نولت ۸۰۰ نفر جمعیت دارد.